# Die Liebenden (Tarot)
Die Liebenden ist eine der auch große Arkana genannten Trumpfkarten des Tarot.

## Darstellung
Sie zeigt einen jungen Mann und eine junge Frau, meistens Seite an Seite, und oft entblößt. Das Waite-Tarot stellt sie als Adam und Eva im Garten Eden dar. Der Baum des Lebens erscheint hinter Adam, und der Baum der Erkenntnis erscheint hinter Eva (mit Serpent). Die Sonne scheint direkt über ihren Köpfen.

## Deutung
Die Karte repräsentiert Beziehungen und Optionen.
Die Karte wird mit dem Tierkreiszeichen Zwillinge assoziiert und wird auch in einigen Decks mit der Karte Die Zwillinge in Verbindung gebracht. Andere assoziieren die Karte mit Luft, Merkur oder dem hebräischen Buchstaben ז (Zajin).

## Entsprechungen
- das Tierkreiszeichen Zwilling
- der hebräische Buchstabe ז (Zajin)

## Geschichte
Die Karte hat zwei verschiedene Traditionen:
1. Die italienische Geschichte, in der eine einfache Allegorie mit Liebe hergestellt wird.
2. Die Marseiller Tradition, die eine Permutation der Themen „Wahl“ oder „Versuchung“ darstellt.